# Anacampseros coahuilensis
Anacampseros coahuilensis és una espècie de planta amb flors del gènere Anacampseros dins la família de les anacampserotàcies.

## Descripció
És una planta suculenta perenne de poc creixement que arriba als 10 cm d'alçada.
Forma un petit càudex del que surten les petites fulles carnoses en forma de roseta.
Les flors apareixen a l'estiu, són de color rosa, d'uns 4 cm de diàmetre, sovint més grans que la pròpia planta.

## Distribució
Planta endèmica del centre de Mèxic. Creix en un terreny molt ben drenat amb poca aigua i poc sol.

## Taxonomia
Aquesta espècie va ser descripta per primer cop l'any 1891 pel botànic estatunidenc Sereno Watson (1826-1892) sota el nom de Talinum coahuilense a la publicació Proceedings of the American Academy of Arts and Sciences de Boston. L'any 1932 el botànic Percy Wilson (1879-1944) la moure vers el gènere Talinaria i, en conseqüència, el nom va esdevenir Talinaria coahuilensis, aquest canvi es va publicar a la quarta part del volum 21è de l'obra North American Flora publicada pel Jardí botànic de Nova York.
L'any 1994 el botànic anglès Gordon Douglas Rowley (1921-2019), a la revista Bradleya, la va moure al gènere Grahamia i va esdevenir Grahamia coahuilensis. I, finalment, l'any 2010, com a conseqüència de les investigacions de Reto Nyffeler i Urs Eggli publicades a la revista Taxon, va passar al gènere Anacampseros i el seu nom esdevingué Anacampseros coahuilensis.

### Etimologia
L'epítet coahuilensis fa referència a l'estat mexicà de Coahuila.

### Sinònims
Els següents noms científics són sinònims d'Anacampseros coahuilensis:
- Sinònims homotípics

- Grahamia coahuilensis (S.Watson) G.D.Rowley
- Talinaria coahuilensis (S.Watson) P.Wilson
- Talinum coahuilense S.Watson

- Sinònims heterotípics

- Grahamia palmeri (Brandegee) Nyananyo & Heywood
- Talinaria palmeri Brandegee